# Dianthus karataviensis
Dianthus karataviensis là loài thực vật có hoa thuộc họ Cẩm chướng. Loài này được Pavlov mô tả khoa học đầu tiên năm 1934.